# John Anderson (zeiler)
John Edward Anderson (Sydney, 24 juli 1939) is een voormalig Australië zeiler.
Anderson behaalde tijdens de Olympische Zomerspelen 1972 samen met David Forbes de gouden medaille in de star. Vier jaar later tijdens de Olympische Zomerspelen 1976 de elfde plaats in de soling.
Anderson zijn tweelingbroer Thomas won in 1972 de gouden medaille in de draken-klasse.

## Olympische Zomerspelen
| Jaar | Plaats   | Resultaten |
| ---- | -------- | ---------- |
| 1972 | München  | star       |
| 1976 | Montreal | 11e soling |